# Manfred Fischer
Manfred Fischer (6 agosto 1995) è un calciatore austriaco, centrocampista dell'Austria Vienna.

## Caratteristiche tecniche
È un centrocampista centrale.

## Carriera
Ha esordito in Bundesliga austriaca il 28 luglio 2018 disputando con l'Altach l'incontro perso 3-2 contro il Mattersburg.

## Statistiche
Statistiche aggiornate al 29 aprile 2019.

### Presenze e reti nei club
| Stagione               | Squadra                | Campionato             | Campionato | Campionato | Coppe nazionali | Coppe nazionali | Coppe nazionali | Coppe continentali | Coppe continentali | Coppe continentali | Altre coppe | Altre coppe | Altre coppe | Totale | Totale | Totale |
| Stagione               | Squadra                | Comp                   | Pres       | Reti       | Comp            | Pres            | Reti            | Comp               | Pres               | Reti               | Comp        | Pres        | Reti        | Pres   | Reti   |        |
| ---------------------- | ---------------------- | ---------------------- | ---------- | ---------- | --------------- | --------------- | --------------- | ------------------ | ------------------ | ------------------ | ----------- | ----------- | ----------- | ------ | ------ | ------ |
| 2013-2014              | Leoben                 | RL                     | 26         | 3          | CA              | 0               | 0               |                    | -                  | -                  |             | -           | -           | 26     | 3      |        |
| 2014-2015              | Kalsdorf               | RL                     | 30         | 3          | CA              | 0               | 0               |                    | -                  | -                  |             | -           | -           | 30     | 3      |        |
| 2015-2016              | Wiener Neustadt        | 1L                     | 32         | 2          | CA              | 2               | 0               |                    | -                  | -                  |             | -           | -           | 34     | 2      |        |
| 2016-2017              | Wiener Neustadt        | 1L                     | 33         | 1          | CA              | 3               | 1               |                    | -                  | -                  |             | -           | -           | 36     | 2      |        |
| Totale Wiener Neustadt | Totale Wiener Neustadt | Totale Wiener Neustadt | 65         | 3          |                 | 5               | 1               |                    | -                  | -                  |             | -           | -           | 69     | 4      |        |
| 2017-2018              | Hartberg               | 1L                     | 33         | 7          | CA              | 4               | 2               |                    | -                  | -                  |             | -           | -           | 37     | 9      |        |
| 2018-2019              | Altach                 | BL                     | 26         | 5          | CA              | 2               | 0               |                    | -                  | -                  |             | -           | -           | 28     | 5      |        |
| Totale carriera        | Totale carriera        | Totale carriera        | 180        | 21         |                 | 11              | 3               |                    | -                  | -                  |             | -           | -           | 191    | 24     |        |